# Вербовецький Юрій Володимирович
Юрій Володимирович Вербовецький (нар. 30 травня 1968, м. Збараж, Україна) — український архітектор. Член Національної спілки архітекторів України (2012).

## Життєпис
Юрій Вербовецький народився 30 травня 1968 року в місті Збаражі Тернопільської области України.
Закінчив Національний університет «Львівська політехніка» (1992). Працював архітектором у Державного історико-архітектурного заповідника в м. Збаражі, проєктній майстерні інституту — корпорація «Терно-КОРС», від 2003 — керівник Архітектурної майстерні — підприємець, головний архітектор проєктів.

## Доробок
Основні напрямки у творчій діяльності: реставрація пам'яток архітектури та нове будівництво громадських будівель в історичному середовищі міст Тернопільщини.
Основні проєкти Архітектурної майстерні:
- «Концепція регенерації головної площі м. Збаража»,
- Реставрація та пристосування Палацу графа Бадені 1864 р. в смт Коропець Монастириського району,
- Проект будівництва Археологічного музею на могильнику черняхівської культури в с. Чернелів-Руський Тернопільського району,
- Реставрація та відтворення первісного вигляду Архікатедрального собору (Домініканського костелу XVIII ст.) у м. Тернополі,
- Історико-архітектурний опорний план міста Кременця Тернопільської області.

## Відзнаки
- лауреат міжнародної нагороди «Кришталева цегла» конкурсу «ДІМ-2013» в номінації «ревалоризація об’єктів спадщини»,
- III місце м. Люблін (Польща) за реставрацію Збаразького замку.
- заслужений архітектор України (2021)[1].